# Campionatul Naţional de Fotbal American 2022
Il Campionatul Naţional de Fotbal American 2022 è la 13ª edizione del campionato di football americano di primo livello, organizzato dalla LEFA.

## Squadre partecipanti
| Club               | Città       | Stadio | Sponsor ufficiale | Risultato nella stagione 2019 |
| ------------------ | ----------- | ------ | ----------------- | ----------------------------- |
| Bucharest Rebels   | Bucarest    |        |                   | Campioni                      |
| Bucharest Titans   | Bucarest    |        |                   |                               |
| Cluj Crusaders     | Cluj-Napoca |        |                   | Terzo posto                   |
| Mures Monsters     | Târgu Mureș |        |                   | Quinto posto                  |
| Reșița Locomotives | Reșița      |        |                   | Quarto posto                  |
| Timișoara 89ers    | Timișoara   |        |                   | Secondo posto                 |

## Stagione regolare

### Calendario

#### 1ª giornata
| 10 settembre 2022 | Reșița Locomotives | 29 – 0 | Bucharest Titans |  |

| 11 settembre 2022 | Mures Monsters | 70 – 76 | Bucharest Rebels |  |

| 11 settembre 2022 | Timișoara 89ers | 27 – 30 | Cluj Crusaders |  |

#### 2ª giornata
| Apahida 24 settembre 2022, ore 12:00 | Cluj Crusaders | 0 – 19 | Reșița Locomotives | Arena Vasile Moga |

| Bucarest 24 settembre 2022, ore 17:00 | Bucharest Titans | 14 – 48 | Mures Monsters | Baza Sportiva ASPOL |

| Bucarest 25 settembre 2022, ore 16:00 | Bucharest Rebels | 54 – 0 | Timișoara 89ers | Stadion Metrorex |

#### 3ª giornata
| Bucarest 8 ottobre 2022, ore 16:00 | Bucharest Rebels | 60 – 0 (30-0 14-0 8-0 8-0) | Cluj Crusaders | Stadion Metrorex |

| Bucarest 8 ottobre 2022, ore 18:00 | Bucharest Titans | 8 – 41 (0-14 0-13 8-0 0-14) | Timișoara 89ers | Baza Sportiva ASPOL |

| Târgu Mureș 9 ottobre 2022, ore 12:00 | Mures Monsters | 44 – 6 (12-0 16-0 8-0 8-6) | Reșița Locomotives | Teren Sintetic CSMTGM |

#### 4ª giornata
| Cluj-Napoca 22 ottobre 2022, ore 12:00 | Cluj Crusaders | 26 – 24 (13-6 13-6 0-12 0-0) | Bucharest Titans | Teren Bontida |

| Bucarest 22 ottobre 2022, ore 16:30 | Bucharest Rebels | 64 – 14 (30-0 8-0 6-0 20-14) | Reșița Locomotives | Stadion Metrorex |

| Timișoara 23 ottobre 2022, ore 11:00 | Timișoara 89ers | 20 – 54 (0-0 8-32 0-8 12-14) | Mures Monsters | Teren de sport Textila |

#### 5ª giornata
| 5 novembre 2022, ore 14:00 | Reșița Locomotives | 37 – 35 (10-0 0-14 20-7 7-14) | Timișoara 89ers |  |

| 5 novembre 2022, ore 18:00 | Bucharest Titans | 8 – 58 (0-28 0-16 0-6 8-8) | Bucharest Rebels |  |

| 6 novembre 2022, ore 12:00 | Mures Monsters | 58 – 6 (30-6 12-0 8-0 8-0) | Cluj Crusaders |  |

### Classifica
La classifica della regular season è la seguente:
- PCT = percentuale di vittorie, G = partite giocate, V = partite vinte,  P = partite perse, PF = punti fatti, PS = punti subiti

| Pos. | Squadra            | PCT   | G | V | N | P | PF  | PS  |
| ---- | ------------------ | ----- | - | - | - | - | --- | --- |
| 1    | Bucharest Rebels   | 1.000 | 5 | 5 | 0 | 0 | 312 | 92  |
| 2    | Mures Monsters     | .800  | 5 | 4 | 0 | 1 | 274 | 122 |
| 3    | Reșița Locomotives | .600  | 5 | 3 | 0 | 2 | 105 | 143 |
| 4    | Cluj Crusaders     | .400  | 5 | 2 | 0 | 3 | 62  | 188 |
| 5    | Timișoara 89ers    | .200  | 5 | 1 | 0 | 4 | 123 | 183 |
| 6    | Bucharest Titans   | .000  | 5 | 0 | 0 | 5 | 54  | 202 |

## Playoff

### Tabellone
|  | Semifinali | Semifinali         | Semifinali |  |  | XII RoBowl | XII RoBowl | XII RoBowl |  |
|  |            |                    |            |  |  |            |            |            |  |
|  | 1          | Bucharest Rebels   |            |  |  |            |            |            |  |
|  | 1          | Bucharest Rebels   |            |  |  |            |            |            |  |
|  | 4          | Cluj Crusaders     |            |  |  |            |            |            |  |
|  | 4          | Cluj Crusaders     | TBD        |  |  |            |            |            |  |
|  |            |                    |            |  |  |            |            |            |  |
|  |            |                    | TBD        |  |  |            |            |            |  |
|  | 2          | Mures Monsters     |            |  |  |            |            |            |  |
|  | 2          | Mures Monsters     |            |  |  |            |            |            |  |
|  | 3          | Reșița Locomotives |            |  |  |            |            |            |  |

### Semifinali
| 19 novembre 2022 | Bucharest Rebels | – | Cluj Crusaders |  |

| 20 novembre 2022 | Mures Monsters | – | Reșița Locomotives |  |

### XII RoBowl
| 3-4 dicembre 2022 | TBD | – | TBD |  |

## Verdetti
- TBD Campioni della Romania 2022